# گلمود
گلمود (به لاتین: Golmud) یک county-level city در جمهوری خلق چین است که در Haixi Mongol and Tibetan Autonomous Prefecture واقع شده‌است.

## خصوصیات
گلمود ۱۲۴٬۵۰۰ کیلومترمربع مساحت و ۲۰۰٬۰۰۰ نفر جمعیت دارد و ۲٬۸۰۹ متر بالاتر از سطح دریا واقع شده‌است.

## خواهرخوانده
شهر کریات ملاخی خواهرخواندهٔ گلمود هست.